# Tunnel de Toulon
 (novembre 2021).
Le tunnel de Toulon est un ouvrage souterrain routier urbain qui relie l’autoroute A50 Marseille/Toulon à l’ouest, aux autoroutes A57 Toulon/Le Luc (Nice) et A570 Toulon/Hyères à l’est, ainsi que les quartiers ouest et est de la ville.
Des accidents géotechniques ont affecté le chantier du tunnel lui-même - écroulement et fontis - et des immeubles susjacents – tassements et fissuration ; ils ont largement augmenté les délais et les coûts de sa construction : les travaux du tube nord est/ouest ont débuté en 1993 ; il fonctionne depuis 2002. Les travaux du tube sud ouest/est ont débuté en septembre 2007 ; il a ouvert le 19 mars 2014 à 5 h 15.

## Historique[2]
La traversée routière rapide du centre-ville de Toulon d’ouest en est posait un problème technique très difficile à résoudre, en raison de l’encombrement du site urbain enserré entre le mont Faron, chaînon calcaire au nord, et la rade au sud. Dès 1966 et durant plus de vingt ans, divers tracés et types d’ouvrages ont été étudiés, viaducs, tranchées couvertes, tunnels terrestres ou sous-marins ; la solution du tunnel terrestre a finalement été adoptée en 1987. Le projet a été déclaré d'utilité publique le 17 avril 1991.
Depuis le début des études et pour la construction, l’État a assuré la maîtrise d’ouvrage (ministère de l'Écologie, du Développement et de l'Aménagement durables), la maîtrise d’œuvre (direction départementale de l'Équipement du Var) et le contrôle technique (CETU – Centre d’Études des Tunnels - et CETE – Centre d’Études Techniques de l’Équipement).

### Tube nord
- janvier 1993 : début des travaux (trémies) ;
- décembre 1994/janvier 1995 : début des forages F2 vers l’ouest et F3 vers l’est, à partir du puits intermédiaire (pm ~1 960) ;
- avril 1995 : début du forage F1 vers l’est à partir de la trémie ouest (pm ~485)
- 15 mars 1996 : arrêt des travaux à la suite de l’éboulement du front intermédiaire est F2 (pm ~1 667) ;
- février 1998 : reprise des travaux – F1 (pm ~770), F2 (pm ~1710) ;
- mars 2000 : jonction F1/F2, fin des forages ;
- 19 septembre 2002 : ouverture à la circulation.

### Tube sud[3]
- 10 septembre 2007 : début des travaux ;
- août 2009 : arrêt des travaux sur le front est, sous la menace d'effondrement d'un immeuble sus-jacent ;
- mai 2010 : arrêt des travaux sur le front ouest en raison de tassements et fissurations d’immeubles sus-jacents au carrefour avenue Vauban/rue Gimelli (pm ~1040) ;
- juin/juillet 2010 : reprise des travaux ;
- 4 mars 2011 : fin du forage ;
- 19 mars 2014 : ouverture à la circulation[4].

Il se sera écoulé 46 ans du début des études à la mise en service du tube sud, et plus de 20 ans du début à la fin des travaux.

## Géologie, hydrogéologie et géotechnique
Les enquêtes et analyses réalisées à la suite de l'effondrement de 1996 ont montré que les études avaient été très incomplètes : absence de carte géologique à l'échelle du projet ; pas de forages descendus sous le niveau du radier ; pas d'analyse hydrogéologique, pas de réflexion paléogéographique. Cela a entrainé de graves défauts d'interprétation qui ont conduit à l'effondrement du tunnel en 1996.
Le contexte avait été décrit comme suit. Un vaste glacis de piedmont en grave sableuse localement cimentée, épais au plus d’une quinzaine de mètres, s’étend sous le centre-ville, entre le pied du mont Faron et la mer ; il en émerge quelques buttes disséminées de subaffleurements du substratum de phyllade et schistes primaires, pélite et grès permiens, calcaire, marne et gypse triasiques, sans relations stratigraphiques ; la structure géologique de l’ensemble est très confuse, avec un compartimentage désordonné d’écailles juxtaposées de même nature lithologique, plus ou moins inclinées, peu fracturées à l’ouest, très fracturées à l’est, latéralement limitées par des failles subverticales de direction NNE. Une zone très décomprimée traverse ce glacis. Elle a été interprétée comme étant un étroit et profond vallon fossile N-S, creusé dans une écaille de matériaux argilo-gypseux triasiques très peu consistants, comblé de grave würmienne sablo-argileuse aquifère. Cependant les études postérieures ont montré qu'il s'agissait d'une structure circulaire correspondant à un ancien fontis. À l’est (Eygoutier) et l’ouest (Las), le glacis est limité par deux petites plaines alluviales constituées d’argile graveleuse et de limon et vase fluvio-marins. L’ensemble, couvert par des remblais plus ou moins épais, supporte des constructions et immeubles anciens et modernes de centre-ville dense, mais aussi de nombreux espaces libres.
Les trémies et tranchées couvertes d’extrémité ont été en majeure parties terrassées dans les graves argileuses et remblais aquifères des plaines alluviales ; les galeries ont été forées dans les roches plus ou moins fracturées et altérées du substratum.
Ainsi, comme l’avait montré l’étude préliminaire de 1976, le chantier de forage en galerie devait traverser en majeure partie des matériaux rocheux très variés, plus ou moins fracturés, peu ou pas aquifères, dans l’ensemble maniables et stables ; localement, sur quelques dizaines de mètres, entre le pont Fabié et le pont Marchand, il devait franchir perpendiculairement le vallon fossile.
De nombreux changements de matériaux (nature, dureté, consistance...) sur de très courtes distances imposaient donc la reconnaissance systématique à l’avancement sur les fronts par des sondages carottés dédiés et par les diagraphies des forages d’exécution, ainsi qu’un suivi géologique permanent pour anticiper d’indispensables modifications de chantier –abattage et soutènement - à la demande, en particulier dans les zones très fracturées et à l’approche du fontis.
Le forage à faible profondeur dans ce site urbain dense, imposait un suivi permanent des mouvements de surface et des constructions. Cela n'a pas empêché l'écroulement du tunnel en mars 1996.
Les études postérieures à l'effondrement ont montré les limites de l'interprétation et du suivi. L'absence de forages sous le niveau du radier n'avait pas permis de repérer la présence d'amas de gypse triasique injecté entre certaines écailles. La géométrie de ces dernières était pourtant parfaitement cohérente avec ce qui était connu dans cette région. Aucun schéma hydrogéologique n'ayant été fait, les relations entre les calcaires jurassiques du Mont Faron, les calcaires triasiques de l'Arsenal et la mer n'avaient pas été perçues. Pendant les travaux de creusement la présence de sulfates dans les eaux d'exhaure n'avait pas donné lieu à une recherche de leur origine. Enfin la géométrie du pseudo vallon fossile n'avait pas été finement étudiée. Les reconnaissances suivantes ont montré qu'il s'agissait en réalité d'une structure circulaire, un paléo-fontis lié à la présence du gypse en profondeur. Le drainage des aquifères karstiques vers la mer, dont le niveau s'abaisse de 120 m en période glaciaire; avait pu affecter localement ces structures complexes et avait favorisé la dissolution du gypse entrainant l'apparition de fontis. L'évolution de ce phénomène ayant ensuite été bloquée par la remontée de la mer à son niveau actuel.
Cela montre que de tels chantiers ne peuvent pas s'affranchir d'une connaissance élargie et multidisciplinaire du contexte naturel.

## Les accidents
Des accidents ont affecté certains immeubles sus-jacents – tassements, fissuration – et le tube nord du tunnel (F2) – écroulement, fontis du point métrique 1 667. Ils ont sensiblement accru les coûts et délais d’exécution.

### Les tassements
Les inévitables tassements que produisent en surface les forages de galeries peu profondes ont entraîné des fissurations d’immeubles anciens fondés superficiellement en bordure des rues Gimelli sur le tube nord et Peyresc sur le tube sud. À l’angle Gimeli/Vauban, le tassement final a atteint ~50 mm.
Un suivi topographique permanent –nivellements manuels, théodolites motorisés et capteurs de mouvements – a permis d’établir puis valider des logiciels de suivi et de prévision. Des adaptations à la demande des méthodes d’abattage et de soutènements ont permis de limiter les effets des tassements. Ainsi, les dommages subis par les propriétaires et les occupants des appartements de ces immeubles, ont été limités, mais par précaution, certaines alertes ont nécessité l’arrêt plus ou moins long des travaux.

### L’écroulement
Le 15 mars 1996, vers le point métrique 1 700, en débouchant dans le "vallon fossile" par son versant est, le front F2 s’est écroulé, entraînant l’obstruction du chantier par débourrage des alluvions de graves argileuses et la formation d’un fontis en surface, au pied d’un immeuble récent, sans l’affecter.
Situé et caractérisé dès les premières études, l’obstacle du "vallon fossile" (qui était en réalité un fontis circulaire) paraît avoir été négligé par les projeteurs différents de ceux initiaux, puis par les constructeurs : il fut oublié lors du forage, jusqu’à ce que se produise cet accident qui, nocturne, n’a causé que des dommages matériels sur le chantier – rupture du soutènement, ensevelissement du matériel d’attaque et d’une partie du tube… et en surface, un fontis au pied d’un immeuble récent construit sur le versant ouest rocheux stable du vallon, voirie coupée… Une analyse postérieure a montré que le vallon fossile était en réalité un paléofontis, initié par la dissolution en profondeur d'une masse de gypse. Les sondages de reconnaissance, arrêtés à la profondeur du radier du tunnel, n'avaient pas pu la détecter. Lors du chantier, les pompages ont provoqué une nouvelle dissolution du gypse et une réactivation du fontis entraînant la ruine de l'ouvrage. Une reconnaissance géophysique a permis d'imager la cavité de dissolution sous le tunnel.
Cet accident qui a eu pour causes l’absence ou plutôt la négligence d’étude géologique et hydrogéologique et l’absence ou le défaut d’interprétation géologique des reconnaissances à l’avancement, n’était pas un « aléa géologique », car la présence du vallon fossile était connue depuis l’étude préliminaire. Aucune analyse paléogéographique n'avait été conduite pour analyser les paysages lorsque la mer était plus basse.
Dans un contexte politique et financier complexe et pour permettre la poursuite du chantier, l'origine des désordres est restée confidentielle. La version officielle, appuyée par une modélisation,, n'a présenté qu'un défaut de construction de la voute, impossible à vérifier puisque cette dernière était effondrée.